# کوین رز
کوین رُز (به انگلیسی: Robert Kevin Rose) متولد ۲۱ فوریه ۱۹۷۷ (میلادی) یک کارآفرین وب آمریکایی است، وی بنیان‌گذار دیگ (وب‌گاه)، ریویژن3، پاونس و شرکت Milk است.
او در حال حاضر مدیر ارشد محصولات شرکت گوگل می‌باشد.